# Yasayuki Honne
Yasuyuki Honne (jap. 本根康之 Honne Yasuyuki) – japoński dyrektor artystyczny i producent gier wideo urodzony 5 marca 1971 roku. Był zatrudniony przez Square Co., Ltd. Znany jest ze swojej pracy dla Chrono Trigger. Aktualnie pracuje dla Monolith Soft. Jest żonaty.